# Вату
Ва́ту (знак: Vt; код: VUV) — национальная валюта Республики Вануату. В отличие от большинства других валют не имеет дробных (разменных) единиц. В переводе с языка бислама означает «камень»; вероятно, это слово выбрано в качестве названия национальной валюты из-за созвучности наименованию государства.

## История
В 1980 году англо-французский кондоминиум Новые Гебриды стал независимым государством Вануату. 16 декабря 1980 года министром финансов Вануату было объявлено о начале денежной реформы, результатом которой стало переименование 1 января 1981 года новогебридского франка в вату. В феврале 1981 года начались разработки дизайна новой национальной валюты, которая должна была заменить новогебридский франк и австралийский доллар. Выпуском вату занялся Банк Индокитая (фр. Banque de l'Indochine), эмиссионный банк, основанный в Париже в 1875 году. Новая валюта была выпущена уже 22 марта 1982 года, а с 1 апреля 1983 года новогебридский франк и австралийский доллар перестали быть законным платёжным средством на территории Вануату.

## Монеты
В обращении находятся монеты достоинством 5, 10, 20, 50 и 100 вату. С 2011 года монеты в 1 и 2 вату банком в обращение не выпускаются, однако остаются законным платёжным средством; цены в розничной торговле подлежат округлению до 5 вату.
| Монеты вату    | Монеты вату           | Монеты вату           | Монеты вату           | Монеты вату           | Монеты вату | Монеты вату                     | Монеты вату  | Монеты вату  |
| Номинал (вату) | Технические параметры | Технические параметры | Технические параметры | Технические параметры | Описание    | Описание                        | Описание     | Годы чеканки |
| Номинал (вату) | Диаметр (мм)          | Толщина (мм)          | Масса (г)             | Материал              | Гурт        | Реверс                          | Аверс        | Годы чеканки |
| -------------- | --------------------- | --------------------- | --------------------- | --------------------- | ----------- | ------------------------------- | ------------ | ------------ |
| 1              | 16,95                 | 1,2                   | 1,99                  | никелевая латунь      | гладкий     | морская раковина                | герб Вануату | 1983—2002    |
| 2              | 20                    | 1,38                  | 3                     | никелевая латунь      | гладкий     | морская раковина                | герб Вануату | 1983—2002    |
| 5              | 23,5                  | 1,31                  | 4                     | никелевая латунь      | гладкий     | морская раковина                | герб Вануату | 1983—2009    |
| 5              | 19                    |                       | 2,82                  | сталь, гальв. медью   | рубчатый    | традиционное каноэ              | герб Вануату | 2015         |
| 10             | 24                    | 1,89                  | 6,10                  | медно-никелевый сплав | рубчатый    | краб на острове                 | герб Вануату | 1983—2009    |
| 10             | 21                    |                       | 3,64                  | сталь, гальв. никелем | рубчатый    | пальмовый вор                   | герб Вануату | 2015         |
| 20             | 28,45                 | 2,05                  | 10,20                 | медно-никелевый сплав | рубчатый    | краб на острове                 | герб Вануату | 1983—2010    |
| 20             | 24,2                  |                       | 5,47                  | сталь, гальв. никелем | рубчатый    | собрание старейшин              | герб Вануату | 2015         |
| 50             | 33                    | 2,25                  | 15                    | медно-никелевый сплав | рубчатый    | батат                           | герб Вануату | 1983—2009    |
| 50             | 27                    |                       | 9,19                  | сталь, гальв. никелем | рубчатый    | растения Вануату                | герб Вануату | 2015         |
| 100            | 23,9                  | 2,95                  | 9,55                  | никелевая латунь      | рубчатый    | три прорастающих кокоса         | герб Вануату | 1988—2008    |
| 100            | 23,25                 |                       | 6,84                  | северное золото       | гладкий     | здание Национального парламента | герб Вануату | 2015         |

## Банкноты
В 1982 году Центральным банком Вануату первоначально были выпущены банкноты достоинством 100 (не печатается с 1999 года; заменена монетой того же достоинства), 500 и 1000 вату. В 1989 году была введена новая банкнота 5000 вату, а с 1993 года выпуском денег стал заниматься Резервный банк: были выпущены новые банкноты 500 и 1000 вату. Купюра 200 вату была введена в 1995 году.
| Банкноты вату | Банкноты вату  | Банкноты вату | Банкноты вату                 | Банкноты вату                                           | Банкноты вату | Банкноты вату                      | Банкноты вату | Банкноты вату |
| Изображение   | Номинал (вату) | Размеры (мм)  | Основные цвета                | Описание                                                | Описание | Описание                           | Дата          | Дата          |
| Изображение   | Номинал (вату) | Размеры (мм)  | Основные цвета                | Аверс                                                   | Реверс | Водяной знак                       | Введена       | Не печатается |
| ------------- | -------------- | ------------- | ----------------------------- | ------------------------------------------------------- | --- | ---------------------------------- | ------------- | ------------- |
|               | 100            | 130×64        |                               | национальный гимн «Long God Yumi Stanap» и герб Вануату | стадо коров среди кокосовых пальм | бородатый мужчина в головном уборе | 1982          | 1999          |
|               | 200            | 135×68        | синий, фиолетовый, коричневый | национальный гимн «Long God Yumi Stanap» и герб Вануату | в центре — статуя перед зданием парламента: семья с изображением родителей и двух детей, слева — сцена заседания совета племени, справа — флаг Вануату и кабаний клык                                                                                          | бородатый мужчина в головном уборе | 1995          |               |
|               | 500            | 140×70        |                               | национальный гимн «Long God Yumi Stanap» и герб Вануату | в центре — жители Вануату, играющие на традиционных барабанах, или тамтам, слева — резные статуэтки, справа — церемониальная маска и кабаний клык | бородатый мужчина в головном уборе | 1993          |               |
|               | 1000           | 150×75        | чёрный, голубой, зелёный      | национальный гимн «Long God Yumi Stanap» и герб Вануату | в центре — двое ни-вануату, каноэ с аутригером на фоне гористого острова, слева — вырезанные статуэтки на фоне карты островов Вануату, справа — кабаний клык                                                                                                   | бородатый мужчина в головном уборе | 1993          |               |
|               | 5000           | 160×80        |                               | национальный гимн «Long God Yumi Stanap» и герб Вануату | в центре — житель островов, глядящий на человека, прыгающего с вышки и привязанного к ней верёвкой (родина прыжков — остров Пентекост), слева — круизный лайнер, причаливший к острову, и кокосовые пальмы, справа — стадо коров на берегу моря и кабаний клык | бородатый мужчина в головном уборе | 1989          |               |